# فيكتور إنتراكتيف سوفتوير
فيكتور إنتراكتيف سوفت وير (بالإنجليزية: Victor Interactive Software) هي شركة يابانية ناشرة ومطورة لألعاب الفيديو، تأسست عام 1970.
في 2003 تم الاستحواذ عليها عن طريق شركة Marvelous Entertainment و أصبحت Marvelous Interactive .
من ألعابها : هارفست مون:حفظ الوطن